# Tělovýchovná jednota Sparta ČKD Praha 1968-1969
Questa voce raccoglie le informazioni riguardanti il Tělovýchovná jednota Sparta ČKD Praha nelle competizioni ufficiali della stagione 1968-1969.

## Stagione
Lo Sparta Praga raggiunge il terzo posto torneo nazionale ma non raggiunge la finale di coppa cecoslovacca. In questa stagione non partecipa a nessuna competizione europea.

## Calciomercato
Nell'estate del 1968 vengono acquistati diversi calciatori: Oldřich Urban, Svatopluk Bouska e Táborsky che ritorna dal Dukla Praga.

## Rosa
| N. |                           | Ruolo | Calciatore         |
| -- | ------------------------- | ----- | ------------------ |
|    | Cecoslovacchia (bandiera) | P     | Antonin Kramerius  |
|    | Cecoslovacchia (bandiera) | D     | Václav Migas       |
|    | Cecoslovacchia (bandiera) | D     | Jan Tenner         |
|    | Cecoslovacchia (bandiera) | D     | Tibor Semendak     |
|    | Cecoslovacchia (bandiera) | D     | František Chovanek |
|    | Cecoslovacchia (bandiera) | D     | Oldřich Urban      |
|    | Cecoslovacchia (bandiera) | D     | Vladimir Táborsky  |
|    | Cecoslovacchia (bandiera) | C     | Svatopluk Bouska   |

| N. |                           | Ruolo | Calciatore      |
| -- | ------------------------- | ----- | --------------- |
|    | Cecoslovacchia (bandiera) | C     | Václav Vrana    |
|    | Cecoslovacchia (bandiera) | C     | Pavel Dyba      |
|    | Cecoslovacchia (bandiera) | C     | Andrej Kvašňák  |
|    | Cecoslovacchia (bandiera) | C     | Bohumil Veselý  |
|    | Cecoslovacchia (bandiera) | A     | Václav Mašek    |
|    | Cecoslovacchia (bandiera) | A     | Ivan Mráz       |
|    | Cecoslovacchia (bandiera) | A     | Jaroslav Barton |
|    | Cecoslovacchia (bandiera) | A     | Josef Jurkanin  |